# Chiến tranh Ngàn ngày
Chiến tranh Ngàn ngày (1899–1902) (tiếng Tây Ban Nha: Guerra de los Mil Días) hay xung đột năm 1899 là một cuộc xung đột vũ trang dân sự quốc nội quan trọng ở Cộng hòa Colombia (lúc đó bao gồm cả tỉnh Panama) phát sinh 1.130 ngày từ ngày 17 tháng 10 năm 1899 đến ngày 21 tháng 11 năm 1902, giữa Đảng Tự do, Đảng Bảo thủ do Tổng thống Manuel Antonio Sanclemente lãnh đạo và các phe phái cực đoan. Vào năm 1899, người ta cáo buộc những người bảo thủ chấp chính duy trì chính quyền bằng cách sử dụng các trình tự bầu cử gian lận phi dân chủ. Giá cà phê quốc tế giảm làm tình hình kinh tế quốc nội trở nên tồi tệ hơn. Đảng Tự do và các đảng đối lập sau khi thất bại đã mất quyền lực đáng kể.. Đây là một cuộc chiến tranh bất thường giữa quân đội chính phủ được tổ chức tốt và một đội quân du kích tự do được đào tạo kém và vô chính phủ.
Cuộc xung đột kết thúc với kết quả Đảng Bảo thủ thắng lợi, kinh tế quốc gia bị tàn phá nặng nề, hơn một trăm ngàn người tử vong, Chính phủ Quốc gia tất yếu biến mất sau đó dẫn đến sự kiện quốc gia Panama ly khai (lúc đó là một phần của Địa khu Colombia), hoàn tất vào tháng 11 năm 1903. Đất nước thay đổi đột ngột do chính phủ phế trừ Hiến pháp Rionegro năm 1863 (củng cố mô thức liên bang) thay cho Hiến pháp năm 1886 mang tính trung ương tập quyền (do tổng thống Rafael Núñez ủy quyền và kiến lập), những người bảo thủ thông qua danh nghĩa của Marroquin cố gắng cưỡng chế bằng bạo lực. Đoạt quyền là nguyên nhân chủ yếu của chiến tranh.
Cuộc xung đột quốc tế mở rộng sang một phần sang các lân quốc như Ecuador và Venezuela, trong đó các trận chiến diễn ra giữa các lực lượng Colombia và Ecuador và/hoặc quân đội Venezuela (chắc là hỗ trợ lính Colombia cách tiến hành chiến đấu). Các quốc gia khác như Guatemala, El Salvador và Nicaragua ủng hộ phái Tự do chủ nghĩa và phái Bảo thủ bằng cách tiếp tế vũ khí và dụng phẩm. Hoa Kỳ cũng tham gia tác chiến tại Panama (một hạm đội Mỹ bảo chứng eo đất an toàn bằng điều ước Mallarino-Bidlack năm 1846).

## Bối cảnh
Vào thế kỉ XIX Colombia đã diễn ra một số xung đột khu vực và nội chiến do sự khó khăn của nền kinh tế Colombia, ban đầu giữa những người Bolivari và Santander, dần phát triển thành xung đột giữa phái bảo thủ và tự do.
Đảng Tự do xác lập "Hiến pháp Rionegro" nhằm hóa cường quốc gia liên bang, các địa phương các bang có số quân lớn hơn nhiều so với quân đội chính phủ trung ương và có các quyền tuyên chiến với nhau, gây ra sự chia rẽ lớn trong các bang. Trong một xã hội bị nhấn chìm bởi thế cục địa khu phân tranh thì tổng thống Núñez tập hợp các nhà tự do độc lập (ôn hòa) và bảo thủ trong Quốc Dân đảng để khởi thảo Hiến pháp năm 1886, tương phản về mặt mục đích với hiến pháp trước đây, có dự định xây dựng một quốc gia trung ương đại cường.
Tòa Thánh soạn một bản hiệp ước ủng hộ "hiến pháp 1886", căn cứ theo hiệp ước thì Giáo hội Công giáo quản lý nền giáo dục Colombia, trong đó Giáo hội quyết định kiến lập chế độ kiểm duyệt tôn giáo hoặc chính trị trong nghiên cứu khóa bản ở trường. Tương tự như vậy, họ có quyền giám sát tất cả các cuộc hẹn của giáo viên, và họ cũng có quyền bách hại và truy phóng các nhà giáo dục không tuyên xưng đức tin Công giáo trong cơ cấu giáo dục toàn quốc. Các công chức tự do đã bị khai trừ như Lucas Caballero kể lại những ký giả và nhà phê bình chính -phủ bá quyền, như Ospina và Santiago Pérez, bị định tội hoặc bị phán xử lưu đày; tuy nhiên, giáo hội lại cho phép những người khác như Rafael Uribe Uribe và Marceliano Vélez phản đối. Đảng Tự do đã tuyên cáo một cuộc khởi nghĩa bạo động vào năm 1895 nhưng thất bại và òn củng cố quyền lực của phái bảo thủ, và thời điểm nổi trội và đầy xung đột này đã tạo ra những tranh luận giữa các ứng cử viên phái đối lập và chính phủ. Thương gia và doanh nhân phản đối chính phủ thời đó bị nhiễu càn và các hoạt động mậu dịch của họ bị gây trở ngại. Vào cuối thế kỷ 19, chỉ có một nghị sĩ tự do trong quốc hội Colombia.
Trước thềm chiến tranh, nhiều cánh chính trị hình thành trong Colombia: những người chính đảng dân tộc chủ nghĩa chấp chính độc quyền bài xích cao độ những người tự do, những người bảo thủ lịch sử - đồng chí của những người tự do, đương thời là một đoàn thể chính trị trọng yếu, cùng phản đối sự kiểm duyệt của các báo chí và hạn chế quyền lợi cá nhân, hiến pháp năm 1886 có một vài đoạn mang tính chủ nghĩa dân tộc.
Đảng Tự do cũng bị phân liệt: những người muốn giành quyền chấp chính thông qua thủ đoạn chính trị và những người có nguyện ý thông qua đồi đầu bạo lực để nắm quyền.

### Nguyên nhân
Cuộc tuyển cử tổng thống năm 1898 diễn ra sau một chiến loạn hưng phấn bị kích động hậu cử hành. Từ tháng 3 năm 1897, khai thủy lấy danh nghĩa đại diện phái tự do, đại biểu Nicolás Esguerra đề nghị thành lập một mặt trận dân tộc sau này, phục sổ tự do hành chính và đa nguyên hoá giữa phái tự do và phái bảo thủ lịch sử và càn bộ những kẻ bài chính phủ. Về phần mình, đảng bảo thủ trì tục phản đối bất cứ điều gì khả dĩ chấp hành để đại diện cho chính phủ dân tộc chủ nghĩa; ví dụ, trong hiệp định ngày 3 ngày 17 tháng 8 năm 1899 tuyên bố: "1. Hiện tại đoàn đại biểu nước ta thừa nhận rằng, bây giờ liên tiếp không xuất hiện các vấn đề trọng yếu đặc biệt. Phản đối quan điểm Chính phủ kiến lập liên hệ chính trị với chủ nghĩa dân tộc, Đảng Bảo thủ và ngược lại. Các thành viên phái này phải bị tước trừ khỏi sự vụ công cộng một cách có hệ thống... 2. Tuyên ngôn bản giới Chính phủ và xu thế bất phù hợp lý niệm của đảng ta, khuynh hướng và nhiệt vọng của Đảng Bảo thủ ».
Sanclemente, do vấn đề sức khỏe, đã phải nhất thời ủy nhiệm cho Phó Tổng thống José Manuel Marroquín, những người phái bảo thủ lịch sử kể từ khi Marroquin thân họ đã ác dụng phách nhiếp. Chính phủ Marroquin chấn kinh, trong các vấn đề kinh tế, làm mọi người ngạc nhiên. Tự do vui mừng, quốc dân thất vọng. Marroquin công khai thủ tiêu chính sách bảo hộ chủ nghĩa theo phương pháp Tái sinh và khôi phục tự do mậu dịch. Caro tiên sinh sau đó đã gửi tối hậu thư tới Sanclemente, yêu cầu chiêm lĩnh. Người ta sơ kỳ thừa nhận quyền lực ác bá của Sanclemente vào ngày 1 tháng 11 năm 1898, sau đó kết thúc, bước vào thời kỳ 80 ngày chính quyền Marroquin trị vì
Phó Tổng thống Marroquin đã từ chức do bị Caro phê phán nặng nề vào ngày 20 tháng 9.
Phái lịch sử và tự do xúc tiến cải cách giao hoán xúc động nhằm khôi phục quốc gia chủ nghĩa thời kỳ Tái sinh, do đó các tập đoàn phản đối nhau. Bọn họ tranh cãi, khi bàn về trạng thái khái niệm Nhà nước, đảng Bảo thủ và đảng Tự do phản đối giả thiết của Quốc Dân đảng.

## Dạo đầu

Địa khu Colombia vào cuối thế kỷ XIX.

Trong suốt thế kỷ XIX, Colombia là một quốc gia bất ổn định về chính trị, điều đó phát triển trở thành nguyên nhân chủ yếu của chiến tranh vào năm 1886. Đây là năm mà chính phủ áp chế hiến pháp năm 1863 và thay thế bằng một văn kiện bảo thủ và trung ương tập quyền hơn. Người ta phê bình Hiến pháp năm 1863 là kết quả của thái độ quá khích của phái liên bang chủ nghĩa trong thời kỳ mà những phần tử cấp tiến tự do chấp chính.
Với thời kỳ Regeneración (Phục hưng) đánh dấu bằng thời điểm ban bố hiến pháp chế định năm 1886, gây nên một sự thanh trừng tàn bạo chế độ tập trung trung ương chỉ có thể làm trầm trọng thêm các vấn đề chính trị. Chính phủ của một số địa khu sớm bắt đầu bất bình về những vấn đề này với chính quyền trung ương. Quyết sách chính trị kém cũng dẫn đến các vấn đề kinh tế. Lãnh tụ bản địa Victoriano Lorenzo tranh thủ đấu tranh kêu gọi chính quyền cho người Mỹ da đỏ địa quyền và quyền tự trị kinh tế, và sớm tiến hành đàm phán thành lập liên minh với phái Tự do chủ nghĩa.

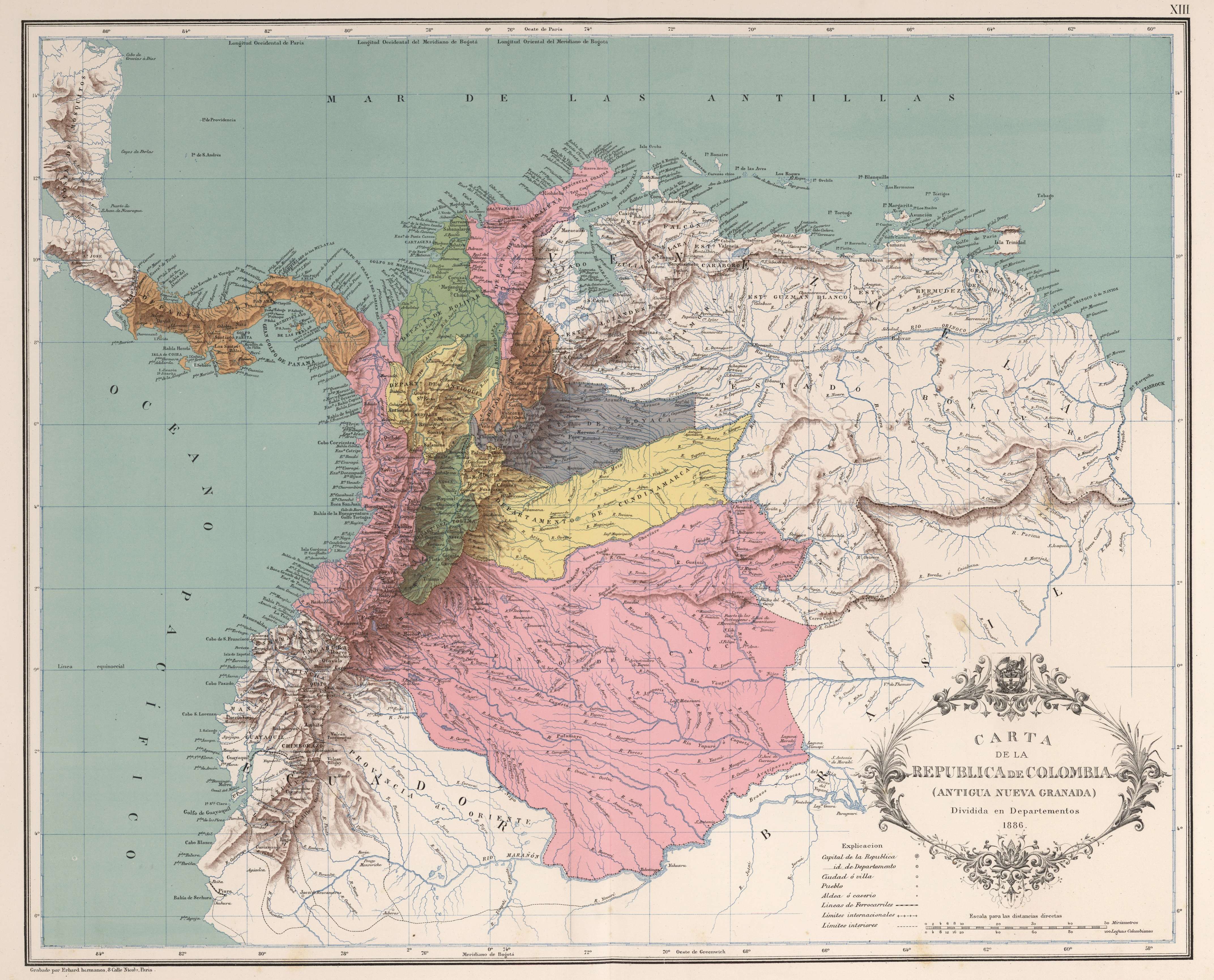
Địa khu Colombia vào năm 1890.

Cuộc chiến khai thủy là kết quả của cuộc đối kháng giữa phái Tự do và phái Bảo thủ. Chính đảng Bảo thủ đã sử dụng các quy trình gian lận bất chính gạt bỏ những người tự do để duy trì quyền kế tục chấp chính, và điều này làm các phái đối lập đại phẫn nộ. Ngoài ra, Tổng thống Manuel Antonio Sanclemente bệnh càng nghiêm trọng, quá yếu ớt để thống lĩnh quốc gia dẫn đến khoảng trống quyền lực rộng lớn.
Sau khi Tổng thống Sanclemente thụ quyền cho Phó Tổng thống Marroquin thống lĩnh Colombia vì lý do sức khỏe, Phó tổng thống liền tiếp cận và vận động đối lập những người bảo thủ lịch sử của đảng Bảo thủ, làm cho họ mất ghế, đảm nhiệm tổng thống.
Khoảng trống quyền lực nhất thời này đã dẫn đến chiến tranh, bắt đầu bằng cuộc công kích vào thành phố Bucaramanga bởi những người tự do có tổ chức kém, nhằm kích động đối ứng của chính quyền trung ương. Phái Bảo thủ chấp chính đội quân quốc gia chính quy có tư trợ áp đảo phe tự do đấu tranh. Dù sau này phải vật lộn để chống việc những người chính quy xuất ngũ, ngoại trừ địa khu Santander và Panama, nơi họ duy trì quyền lực ở tiền tuyến rất dễ dàng.
Thời kỳ này là một thời kỳ phục hưng của một hiện tượng hòa giải chủng tộc với sự chứng thực của người da đen với những người tự do (lòng trung thành truyền thống bắt nguồn kể từ khi những người tự do phản chế độ nô lệ và phái bảo thủ ủng hộ chế độ nô lệ ở Colombia).

## Chiến tranh
Sơ khởi, quân đội song phương tác chiến đại đội trong các trận chiến lớn, các chỉ huy của họ được gọi là Chỉ huy vị tha vì họ đối đãi tôn trọng với kẻ bại trận. Ban đầu, điều này là do các chỉ huy cao cấp thuộc đảng tự do bất tín với đội viên du kích dưới trướng và coi họ là những đạo tặc và là thế lực vô chính phủ. Bộ tư lệnh quân sự cũng chia rẽ nội bộ thành nhiều phái đối lập (Phiến tử chiến tranh và Cưu phái), trong đó các tướng Justo Leónidas Durán, Benjamín Herrera và Rafael Uribe Uribe liên hợp hòa hiệp thông qua việc bổ nhiệm Gabriel Vargas Santos nhiệm mệnh Đại Tổng thống Cộng hòa lâm thời (thất bại).
Phần tử tự do tiến bộ từ các quốc gia khác ủng hộ quân Phản loạn, đặc biệt là ở Venezuela. Cần phải đề cập rằng cuộc xung đột dần biến thành một cuộc chiến tranh du kích trường kỳ gây ảnh hưởng, trong đó song phương rơi có hành vi quá khích và tàn ngược trên quy mô chưa từng thấy ở Colombia kể từ thời đại độc lập.
Ở phương diện khác, những người bảo thủ lịch sử hợp lại trong đảng bảo thủ cộng mưu chống lại Sanclemente. Các lãnh đạo tối cao của đảng, Marceliano Vélez và Carlos Martínez Silva, viết những lá thư phiến động những người bảo thủ không ủng hộ chính phủ.

### Tóm tắt giai đoạn đầu
Ngày dự định khai thủy cuộc nội chiến là ngày 20 tháng 10 năm 1899. Tuy nhiên, do một số tướng quân phái Tự do xác định thời điểm chín muồi của chiến tranh quá khinh suất, đặc biệt là Paolo Emilio Villar, người hi vọng bắt đầu cuộc chiến vào ngày 17 tháng 10, lịch đã bị cải biến một cách sỉ nhục. Những người Tự do phản ứng do dự bất quyết, vì họ tin rằng họ không có đủ số lượng hoặc sức mạnh. Mặc dù vậy, cuộc phản loạn bắt đầu ở thành phố Socorro, Santander, và phiến quân đang chờ tăng viện từ Venezuela.
Chính phủ pháí bảo thủ, tuy nhiên, đã không khoanh tay đứng nhìn khi tình huống phát sinh. Họ chuẩn bị phái quân đội đến Bucaramanga, thủ phủ của Santander. Tuy nhiên, lực lượng này không đến được vì quân đội cự tuyệt tiếp thụ thanh toán bằng "Môn phiếu", mà chính phủ phải sử dụng do tình hình kinh tế tồi tệ. Không ai mong đợi điều này, vì họ phỉ chuẩn bị tiến hành một cuộc chiến kéo dài ba năm và sẽ dẫn đến tai nạn cho đất nước. Dần dần, chiến tranh lan rộng khắp đất nước Colombia.

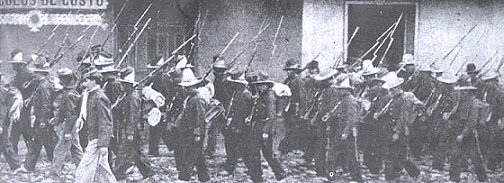
Quân bảo thủ trong Thời kỳ Ngàn ngày.

Những thất bại sơ kỳ đầu tiên của phái tự do xuất hiện rất sớm, với thắng lợi vi diệu của phái Bảo thủ trong chiến dịch sông Magdalena vào ngày 24 tháng 10. Tuy nhiên, phái Bảo thủ cũng ở trong một tình huống tế nhị. Đảng Bảo thủ phân liệt thành lưỡng phái Lịch sử và Quốc dân, trong một nỗ lực cuồng nhiệt để thiết lập lại trật tự cho đất nước. Đầu tiên, họ giải nhiệm Tổng thống và thay thế ông bằng Jose Manuel Marroquin. Hồi ứng, đảng Tự do đề danh Gabriel Vargas Santos đam nhiệm tổng thống.
Các trận chiến của Peralonso và Palonegro ở Santander) gây ra tổn hại đáng kể. Tại Peralonso, phái Tự do đã giành được thắng lợi nhờ sự chỉ đạo của Rafael Uribe Uribe. Tại Palonegro (ngày 26 tháng 5 năm 1900), phái bảo thủ đã ngăn chặn thành công kẻ thù trong cuộc tao ngộ đẫm máu dị thường.

#### Nổi loạn ở Santander
Vào ngày 17 tháng 10 năm 1899, phái Tự do bạo động khắp toàn quốc, bắt đầu công kích trực diện, đô thị lẫn thôn trang, gây bất ngờ, chính phủ bất túc. Ngày hôm đó, Tướng Juan Francisco Gómez Pinzón phản ứng tán thành cuộc chiến tại nông trường La Pena, đương cục tự phân tự thân dẫn quân thượng thăng vận động giải phóng địa khu El Socorro và ở trận San Gil, hạ gục quân đội chính phủ do hạ đội trưởng Sanmiguel chỉ huy. Ngày hôm sau Đại tá Juan Francisco Garay khởi xướng quân phái tự do khởi nghĩa chiếm địa khu Las Llanadas thành công một cách phong khởi, chính quyền địa phương không gây trở lực (đã trốn đến tiểu trấn La Cruz - Ábrego ngày nay để tiếp tục kháng chiến). Đại tá Garay sau đó đã chiếm được thị trấn Río de Oro, tiếp cận Ocaña, và đến La Cruz để ly khai bảo hộ Tướng Justo Durán đến từ Cáchira tiến công, người nắm quyền chỉ huy bộ đội Magdalena và miền Bắc Santander. Khi cận sở, ông phát hiện, những người bảo thủ lịch sử đã ký một hiệp ước với lãnh đạo phái tự do Adán Franco, sau đó họ đề xuất kháng nghị chính phủ Sanclemente. Thế lực phản chính phủ tìm cách bạo động nhằm quản lý toàn thể địa khu Santander, tại Boyacá, Tolima và Magdalena đều có khởi nghĩa bột phát. Vì nguyên nhân này, chính phủ đã tuyên bố giới nghiêm toàn ngày 18 tháng 10.
Thế lực phản chính phủ bắt đầu thất bại vài ngày sau khi tham gia Chiến dịch Chủ giáo trên sông Magdalena vào ngày 24 tháng 10 khi phiến quân Santander cố gắng xác lập tiếp xúc với hải ngạn. Kết quả, hạm đội quân phản loạn bị tồi hủy. Tướng Duran tức tối, bất đắc phải hạn chế vi nhiễu lãnh thổ để tập hợp tàn quân, và dự định hành động, tiến hành tuần thị các tiểu đoàn Cazadores, Libres de Ocaña, Carmen de Santander, Córdoba và La Palma để chiến đấu với các chiến binh Peralonso (ngày 15 và 16 tháng 12 năm đó), Cáchira và Arboledas, vv.
Phái Tự do chủ nghĩa thất lợi rồi bị cô lập sau bại bắc trong trận chủ giáo, vì vậy họ bất khả năng chi trì Tướng Vicente Carrera ở Tolima bị bại bắc và tử trận tại San Luis vào ngày 14 tháng 11, Các lực lượng phái tự do ở Tolima phải giản hóa tấn công du kích. Mặc dù trở ngại này, thế lực tự do chủ nghĩa ở Santander gồm 7.000 người đàn ông vẫn dứt điểm được trận chiến cuối tháng đó.

#### Bạo loạn ở Cauca
Vào cuối tháng 10 năm 1899, đội viên phái tự do tự thân tấn công du kích bạo phát ở tỉnh Cauca, chiếm Tumaco và ở Pamira vào tháng 11, phục kích kích bại. Thắng lợi của phiến quân Peralonso mang đến cho họ cơ hội mới và họ tân quy mộ tập những người đàn ông trong xã khu Cauca, và nhiều người tự do lưu vong ở Ecuador cũng quay trở lại. Phiến quân tổ chức tập kích Popayán vào ngày 25 tháng 12, bị kích bại ở nơi cách phía nam của thành thị hai mươi km (ở Flautas). Nhiều người chạy trốn trở lại địa vực Ecuador (do tổng thống ở đó - Eloy Alfaro theo phái tự do), vũ trang lại quân phản loạn, Giải phóng quân quay trở lại phát sinh công kích thận trọng ở những nơi gần biên cảnh, tại Cascajal (nằm ở đô thị San Lorenzo Thị, bộ Nariño), vào ngày 23 tháng 1 năm 1900. Thắng lợi hoàn toàn của chính phủ đã tạm thời kết thúc vụ phản nghịch ở Cauca.
Đương thởi chủ giáo Pasto, huynh đệ Ezequiel Moreno y Díaz sau đó viện trợ kinh tế cho lực lượng bảo thủ, là yếu tố quan trọng cho thắng lợi của chính phủ ở Nariño.

#### Phản loạn ở Panamá

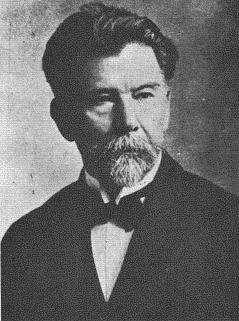
Benxamin Êrêra, chỉ huy quân đội giải phóng ở Panama.

Sau diễn biến đó, quân Tự do chủ nghĩa, sau khi giành thắng lợi ở Peralonso, quyết định phát động một cuộc đột tập ở Panama, nơi họ rất dễ thành công do sự xa xôi của thủ khu này. Lãnh đạo cuộc bạo loạn là những người Tự do viễn ly ở Trung Mỹ, đặc biệt là Nicaragua, nơi tổng thống là ông Xôxề Santôs Selăgia hỗ trợ họ rất nhiều. Cuối cùng, những người lưu vong, do Belisario Porras tiên sinh lãnh đạo đã tập kích vào ngày 31 tháng 3 năm 1900 từ Punta Burica trong một con tàu trọng yếu chở đầy vũ khí và vật tư. Họ lên đường phụ cận David vào ngày 4 tháng Tư, nơi họ kích bại quân đương địa, tham gia cùng các nhà lãnh đạo với người của họ trong cuộc tuần hành ngay lập tức đến địa nguyên Panamá. Porras, sau khi nhận được sự giúp đỡ của Zelaya, tức thời truy phóng nhà chỉ đạo lưu vong Emiliano Herrera tham gia, người gốc địa khu Boyacá, mệnh danh chỉ huy quân đội. Phản loạn quân đã phạm sai lầm là không hành tiến tăng tốc độ của quân tiếp viện dưới sự chỉ huy của Tướng Víctor Salazar đến thủ phủ của địa khu được bảo vệ rất gian vi, nhưng sau đó bắt đầu được cường hóa. Phụ trách là thống đốc của địa khu, tổng đốc Carlos Albán.
Tuy nhiên, Albán, nhiệt vọng khai thủy chiến đấu càng sớm càng tốt, không chờ đợi quân đội chuẩn bị phòng ngự và phái khiển ba tiểu đoàn đến Capira để đãi thế lực phản chính phủ. Vào ngày 8 tháng 6, trận chiến đấu phát sinh và trong lần chạm trán đầu tiên, quân tự do chủ nghĩa bị kích bại; buộc phải rút lui, chính phủ quân truy cản họ, quân Tự do lợi dụng cơ hội hấp dẫn quân chính phủ tiến nhập địa hình khốn nan, sau đó phái Tự do tiến hành phản kích, hoàn toàn kích bại địch nhân (sau đó rút lui về thủ phủ địa khu).
Quân Tự do đường hoàng tiến đến La Chorrera, nơi họ bắt đầu xây các cơ sở hoạt động; thực hiện kế hoạch công kích cây cầu Calidonia buộc địch nhân tập trung ở nơi đó, rồi phiến quân khả dĩ tuyển trạch và công kích chỗ nhược tiểu nhất của địa phương. Tuy nhiên, Herrera quyết định khởi công cây cầu một mình với người của mình mà không chờ đợi Porras tăng viện để không phải bất đẳng với ông này.
Herrera tiên sinh tiến đến và nhận vị trí vào ngày 20 tháng 7 tại một thiết lộ trạm ở Corozal, Ngày hôm sau, Tổng đốc Albán đến với ba tiểu đoàn, một trận chiến trọng yếu diễn ra và lực lượng chính phủ một lần nữa tất yếu bị kích bại bởi thế lực phản chính phủ vinh quang và phải bí bách phản hồi Thành Panama. Herrera tiên sinh lợi dụng cơ hội lập tức tự mình bắt đầu đàm phán ép thành phố đầu tư. Sau đó, thành phố kinh hoảng thất thố, người ta sợ nó sẽ bị tẩy kiếp trong trận chiến, nhưng sau đó Tướng quân Salazar đã thuyết phục cấp trên của mình, Albán bất ứng nên đầu hàng, lựa chọn duy nhất của ông là chống cự.
Đội trinh thám Chính phủ phát hiện phi thuyền và hải thuyền tiếp cận bằng đường bộ và đường biển để tập kích. Đánh hơi được cuộc tái tấn công, Salazar cho quân canh giữ nghiêm ngặt nhiều vị trí. Ông không biết, cầu Calidonia dễ bị tấn công như thế nào, ông nghĩ tự vệ nó là lãng phí và quyết định nên phòng ngự với một vài người lính để hàng phục địch nhân. Khi Porras đến, Herrera trở lại thách thức anh ta và phản đối mệnh lệnh, tập kích các cứ điểm, dẫn đến một vụ đồ sát (24 tháng 7). Sau đó, một cuộc công kích vào ban đêm kết thúc kết thúc.
Vào ngày hôm sau, một lệnh ngừng bắn được thực hiện trong đó cả hai bên thu thập xác người tử vong và bị thương, lệnh ngừng bắn kết thúc lúc 4:00 chiều và thế lực phản chính phủ tiếp tục công kích, kết thúc trận chiến bằng một cuộc đại ngược sát nữaǃ. Các cuộc công kích kết thúc khi có mệnh lệnh về sự xuất hiện của quân chính phủ tăng viện từ Colón; các vụ nổ súng lẻ tẻ diễn ra nối tiếp nhau cho đến ngày hôm sau khi lực lượng của họ rút lui vào bên trong bán đảo Azuero, trốn trong rừng rậm. Trong khi đó, Thống đốc Albán quản lý Panama trong một thời gian ngắn để khôi phục lại quyền khống chế của mình trong toàn bộ địa khu.

#### Tấn công Santander

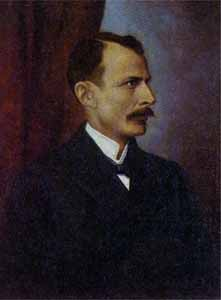
Rafael Uribe Uribe.

Sau khi chiến tranh tiến triển, hiện trạng đang chuyển biến rất tàn khốc bằng cách áp chế. Nhân dân phân liệt một cách cuồng tín về phương thức chiến tranh, bất chấp những nỗ lực của mỗi bên để có được những thắng lợi ở đô thị chỉ là ảo tưởng. Ở Santander, phái tự do trọng tổ lại và quyết định chiếm lĩnh các thành thị chiến lược Cúcuta và Bucaramanga; Tướng Herrera tiền hành tấn công chỉ huy của quân đội chính phủ ở quảng trường bằng một đội quân vĩ đại, tư lệnh Juan B. Tobar phân tán quân đội của mình và tăng cường năng lực phòng ngự thành phố. Các đội quân còn lại ở Cúcuta, do Đại tá Luis Morales Berti (cùng với năm trăm người trang bị tốt) chỉ huy đã đầu hàng vào ngày 1 tháng 11 năm 1899, thành phố trở thành căn cứ hoạt động chính của họ. Đảng Tự do quản lý thu thập khoảng 8000-10 000 người đàn ông có vũ trang (1500-2000 Bình nguyên được quản lý thu thập bởi Vargas Santos) để giải quyết việc tấn công chính phủ an toàn mà có thể có 8500 binh sĩ trong Boyacá chuẩn bị tấn công. Tuy nhiên, những con số này, đối với các thế lực phái tự do lúc này hiện đang tuyển hơn 3500 quân, nhiều người bị cự tuyệt, chỉ có vũ trang khảm đao; ở phương diện khác, bộ đội chính phủ hành quân chống lại họ đạt 10 000 quân. Quân Uribe Uribe, đồng thời, công kích Bucaramanga vào ngày 11 Tháng Mười Một, thành phố do tướng Vicente Villamizar phòng ngự, kết quả là quân Vicente thành công và, sau hai ngày chiến đấu ác liệt, buộc địch phải rút lui. Uribe Uribe chiếm Durán và phái khoảng 2.000 người đàn ông tiến công Herrera bắt đầu sau đó là một cuộc tấn công nội địa đại quy mô. Tuy nhiên, thất bại này đã khiến ông mất xưng hào Tổng chỉ huy thế lực phái Tự do, cấp bậc mà ông nhận được vào ngày 12 cùng tháng, vì nhiều người đã bị loại khỏi chiến trường khi binh sĩ của ông tiếp tục tấn công.
Trong trận Peralonso, Uribe Uribe kích bại Villamizar và vượt sông Peralonso, đặt mục tiêu chiếm Pamplona vào ngày 24, gia nhập với quân Tự do, Tướng Vargas Santos ở llaneros vào ngày hôm sau; Vargas được bổ nhiệm làm Tổng thống lâm thời Cộng hòa để thống nhất bộ chỉ huy quân tự do chiến đấu. Vargas là một nhà lãnh đạo chiến đấu kỳ cựu của một số cuộc nổi loạn, lãnh đạo Casanare và được tiếp đón bởi sự nhiệt tình của các lực lượng Tự do tuyệt vọng, hơn 12 000 người. Thật không may, mặc dù có uy tín là người lãnh đạo cuộc nổi dậy của phái tự do trước đó, ông thiếu tài năng quân sự, và cũng cố gắng tiêu diệt quân đội của Uribe Uribe, một đối thủ mạnh mẽ và cố gắng giảm ảnh hưởng của ông về mặt chính trị, góp phần chia rẽ lực lượng của anh ta. Người Tự do cuối cùng đã đưa ra một quyết định quan trọng hơn trong chiến tranh giữa Vargas Santos và Herrera chống lại Uribe Uribe hơn là cuộc đấu tranh chung chống lại chính phủ quốc gia. Vì điều này, Uribe Uribe quyết định tiếp tục cuộc tuần hành nhằm lợi dụng việc chính phủ bị phân tâm bởi cuộc nổi dậy ở Antioquia vào ngày 1 tháng 1 năm 1900. Hiện tại, hơn 5000 người đàn ông công kích cùng với Uribe Uribe trong khi hơn 6.000 người dự bị đang đồn trú ở Cúcuta (con số thực có lẽ khiêm tốn hơn). Các sự kiện ở Panama và Cauca đã cho chính phủ Colombia thấy rằng cuộc nổi dậy lan rộng khắp đất nước đã thất bại và có thể kết thúc từng cái một bằng cách cô lập chúng. Tổng thống Sanclemente chuẩn bị một cuộc tấn công chống lại pháo đài chính ở Santander, thay thế Villamizar bằng Tướng Manuel Casabianca, người đã quyết tâm ngăn chặn cuộc nổi dậy của quân nổi dậy chống lại Bogotá. Lợi dụng việc những người tự do án binh bất động ở Cúcuta, Casabianca tập hợp lực lượng (khoảng 9000 người) trong khi Tướng José María Domínguez tiến về thành phố từ Ocaña. Casabianca cảnh báo chính phủ rằng thành phố có thể dễ dàng bị cô lập và phá hủy bởi phe Tự do nhưng không ai để ý ông.
Nhận thấy tính nguy hiểm mà cuộc tấn công gây ra này có ý nghĩa quan trọng đối với lực lượng của ông, Vargas Santos, người lên kế hoạch cho Peralonso làm thế nào để tiếp tục chiến dịch, ra lệnh cho Uribe Uribe và Herrera kết thúc trận Maroc. Uribe Uribe đã nhanh chóng cố gắng ngăn chặn cả hai lực lượng chính phủ gặp nhau, vì Casabianca nhanh chóng diễu hành để giúp đỡ vùng Maroc. Cả hai vị tướng dự kiến sẽ gặp nhau ở Pamplona. Trong khi đó, Herrera nhân cơ hội tấn công và đánh bại Domínguez ở Gramalote (ngày 2 tháng 2), tàn quân chính phủ chạy trốn đến trang trại Terán, gần đó, nhưng Herrera đã tận tình ăn mừng và không bức hại họ. Cuối cùng, ông đã nhân cơ hội này để gửi vài tiểu đội giả vờ là quân tiếp viện của chính phủ và tìm cách chiếm được vùng Maroc. Biết được điều này, hầu hết quân đội của ông đã đầu hàng và chỉ một số ít trở về Ocaña. Chiến thắng của Terán đã mang lại cho quân đội Uribe Uribe một chiến lợi phẩm khổng lồ, bao gồm hơn hai nghìn khẩu súng trường. Sợ bị thay thế bởi cấp dưới của mình, Vargas Santos đã ra lệnh cho quân đội của mình rút lui về Peralonso, phung phí cơ hội để tiến lên chống lại chính phủ đang suy yếu.

## Sách
- Humberto E. Ricord (1986). Bản mẫu:Enlace roto. Panamá: Instituto Nacional de Cultura (INAC).
- René De La Pedraja Tomán (2006). Wars of Latin America, 1899-1941. Ciudad de México: McFarland. ISBN 978-0-7864-2579-2.
- Miguel Ángel Centeno (2002). Blood and Debt: War and the Nation-State in Latin America. Filadelfia: University of Pennsylvania Press. ISBN 0-271-02165-9.
- Bartolomé Rugeles (2005). Diarios de un comerciante bumangués 1899-1938. Bogotá: Editorial Guadalupe. Edición de Aída Martínez Carreño. ISBN 958-8040-39-6.
- Camelo, Alfredo (mayo-junio, 2000). "La tragedia de la Guerra de los Mil Días y la Secesión de. Panamá". Deslinde Nº 33, (Bogotá): pág. 1-22.
- Caballero, Lucas (1939). "Memorias de La Guerra de Los Mil Días". Distribuidora y Editora Aguilar, Alfaguara, S.A. Bogotá. 2006.
- Bergquist, Charles W. "Café y conflicto en Colombia, 1886 - 1910: La guerra de los mil días: sus antecedentes y consecuencias". FAES. Medellín 1981.
- Villegas, Jorge. Yunis, José. "La Guerra de los mil días".
- Castilla Jácome, Ciro A. "Historia de un soldado en la Guerra de los mil días. Bogotá1989. Biblioteca Jurídica.
- Martínez Carreño, Aida. (1999) "La guerra de los mil días. Testimonios de sus protagonistas". Bogotá: Ed. Planeta.